# Brzeście Nowe
Brzeście Nowe – wieś sołecka w Polsce położona w województwie mazowieckim, w powiecie płońskim, w gminie Baboszewo.
W latach 1975–1998 miejscowość administracyjnie należała do województwa ciechanowskiego. 
Nazwa pochodzi od dawnego właściciela ziemskiego, który posiadał okoliczne ziemie, noszącego nazwisko Brzeski.